# Sobrecueva
Sobrecueva es una casería que pertenece a la parroquia de Abamia en el concejo de Cangas de Onís (Principado de Asturias). Se encuentra a 200 m s. n. m. y está situada a 7,20 km de la capital del concejo, Cangas de Onís. 

## Población
En 2020 contaba con una población de solo 1 habitante (INE 2020) y una única vivienda censada.